# To Drink from the Night Itself
To Drink from the Night Itself är At the Gates sjätte studioalbum, släppt 2018, via Century Media Records. Det är den första skivan med nya gitarristen Jonas Stålhammar som ersatte ursprungsmedlemmen Anders Björler. Alla sånger på skivan är skrivna av Jonas Björler och Tomas Lindberg Redant.

## Låtlista

### Standardutgåva
1. "Der Widestrand" – 1:28
2. "To Drink from the Night Itself" – 3:23
3. "A Stare Bound in Stone" – 4:08
4. "Palace of Lepers" – 4:05
5. "Daggers of Black Haze" – 4:42
6. "The Chasm" – 3:21
7. "In Nameless Sleep" – 3:37
8. "The Colours of the Beast" – 3:50
9. "A Labyrinth of Tombs" – 3:30
10. "Seas of Starvation" – 3:56
11. "In Death They Shall Burn" – 3:59
12. "The Mirror Black" – 4:42

## Medverkande[1]
| At the Gates - Tomas Lindberg Redant – sång - Martin Larsson – gitarr - Jonas Stålhammar – guitar, Mellotron, bakgrundssång - Jonas Björler – bas, keyboards, akustisk guitar, bakgrundssång - Adrian Erlandsson – trummor | Övriga musiker - Andy LaRocque – gitarrsolo (låt 7) - Rajmund Follmann – cello - Peter Nitsche – kontrabas - Tony Larsson – fiol | Produktion - Russ Russell – producent, inspelning, mastering och mixning - Tomas Lindberg – producent - Jonas Björler – producent - Per Stålberg – inspelning (sång) - Olle Björk – inspelning (sång) - Martin Jacobson – inspelning (gitarr) - Costin Chioreanu – artwork, layout - Ester Segarra – fotograf - Patric Ullaeus – musikvideo (för spår 2) |